# Battaglia di Sluis (1603)
La battaglia di Sluis del 1603, detta anche seconda battaglia di Sluis, fu uno scontro navale combattuto nelle acque della città di Sluis, nei Paesi Bassi, il 26 maggio 1603, nell'ambito della guerra degli ottant'anni. Uno squadrone comandato dal capitano italiano Federico Spinola tentò di rompere il blocco di Slui delle navi olandesi al comando di Joos de Moor. Dopo due ore di combattimenti che danneggiarono pesantemente le navi spagnole, queste fecero ritorno a Sluis. Federico Spinola rimase ucciso nel corso della battaglia.

## Antefatto
Frederico Spinola, fratello minore del famoso generale genovese Ambrogio Spinola, era impiegato come comandante di marina nei Paesi Bassi spagnoli. Verso la fine del XVI secolo, Federico fu il primo, per ordine di Filippo III di Spagna, ad utilizzare anche le galee (normalmente usate nel Mediterraneo) anche nelle Fiandre ed in Zelanda. Si credeva che questo tipo di nave, a fronte di fondali bassi, di insenature tortuose e di coste strette, potesse fornire un vantaggio decisivo rispetto a navi basate sulla forza del vento. Furono costruite per questo scopo sei grandi galee e con esse lo Spinola iniziò a compiere delle scorribande contro i mercantili olandesi e inglesi, pur perdendo uno scontro nei pressi di Ostenda. Egli utilizzava Sluis come base per le proprie operazioni. In risposta a questo, gli Stati Generali dell'Olanda commissionarono anch'essi la costruzione di cinque galee e questo portò all'ennesima corsa agli armamenti. Spinola sapeva di non avere la capacità di costruire abbastanza navi nelle Fiandre, e così tentò nel 1602 con otto galee, equipaggiate con novecento tra marinai e soldati e mosse da 1500 schiavi, di muoversi dal Portogallo alla volta delle Fiandre. Egli aveva proposto a Filippo III l'ambiziosa idea di conquistare l'Inghilterra con una flotta di galee, ma questa era stata bocciata. Uno squadrone inglese di dodici navi intercettò la flotta dello Spinola il 3 giugno 1602 presso la foce del fiume Tago ed affondò due galee. Spinola tornò a Lisbona ma tentò di rientrare nelle Fiandre con le sei galee rimanenti dopo aver preso a bordo dei rematori, dei soldati e ulteriore denaro. Il vice ammiraglio Jacob van Duyvenvoorde venne inviato a bloccarlo con nove navi, ma all'arrivo scoprì che lo Spinola era già fuggito a nord. Nello stretto di Dover, tuttavia, lo Spinola venne accolto da una flottiglia inglese e da una flottiglia olandese composta di quattro navi sotto la guida di Jan Adriaanszoon Cant. Dallo scontro, due galee uscirono danneggiate e dovettero ritirarsi a Nieuwpoort, un'altra fuggì nel porto di Calais e venne sequestrata dai francesi, e lo Spinola riuscì a raggiungere Dunquerque a bordo della sua San Luis. Tuttavia, lo Spinola, recuperando le due galee a Nieuwpoort, riuscì a radunarsi nel 1603 a Sluis per altre operazioni militari.

## Lo scontro

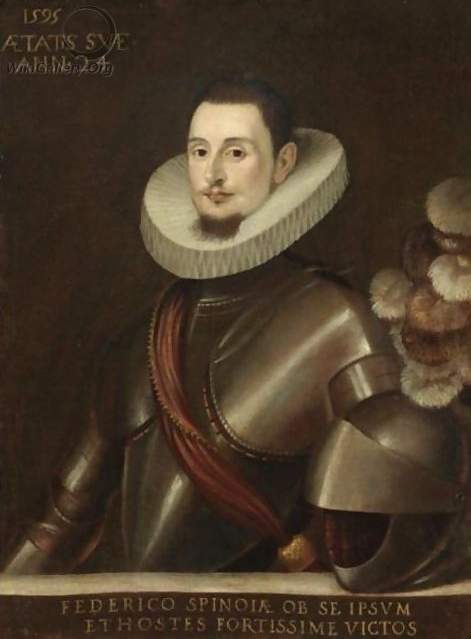
Federico Spinola, che morì nello scontro

Il 26 maggio, lo Spinola riuscì a lasciare il porto beneficiando della calma delle acque della zona, sfruttando a pieno la mobilità delle proprie imbarcazioni. Lo Spinola disponeva ora in tutto di otto galee e di quattro fregate leggere, tutte ben equipaggiate, le navi più grandi con 250 rematori e con 200 soldati ciascuna. Le otto galee si posizionarono prima con uno schema a mezzaluna e poi si divisero in due gruppi da quattro.
La Galea nera olandese al comando del capitano Jacob Michielsz, venne speronata da due grandi galee spagnole, il che ebbe uno scarso effetto poiché le galee non avevano ancora speroni in questo periodo storico. La tattica usuale era quella di far scorrere la lunga prua sopra la carena della nave nemica e poi assaltarla, sostenuta dai due cannoni situati nella sovrastruttura anteriore della galea e sfruttandone la potenza di fuoco. Gli spagnoli tentarono così di entrare nella Galea nera, ma vennero respinti da alcuni colpi di cannone ben assestati, dopodiché i combattimenti continuarono con spade, pistole e coltelli.
La nave di Joos de Moor, il Leone d'Oro, venne attaccata alle spalle da due galee nemiche, tra cui quella dello stesso Spinola, ma anche qui gli spagnoli non riuscirono ad avere il sopravvento dal momento che il castello di poppa della nave nemica era troppo alto per salirvi facilmente. Anche la galea più piccola che era comandata da Cornelis Jansen van Gorcum venne attaccata da quattro navi spagnole, ma, assistita dalla Seyl-Hondt del capitano Logier Pieterssen, riuscì a salvarsi.
Dopo circa un'ora, l'ammiraglio Willem de Zoete, signore di Haultain, riuscì a lasciare il porto di Vlissingen con la flotta della Zelanda. Questo rinforzo chiaramente condizionò fortemente la battaglia in favore degli olandesi. La flotta spagnola dovette ritirarsi a Sluis, gravemente danneggiata. Spinola era stato ferito a morte. Anche De Moor e Pieterssen erano rimasti feriti, ma più lievemente. Il capitano Jacob Michielsz rimase ucciso, sostituendosi al comando col tenente di vascello Hart per guidare la Galea nera. Le perdite spagnole furono in generale molto pesanti, anche se probabilmente inferiori agli 400-800 uomini menzionati negli allora registri olandesi. La flotta olandese contò 47 morti. La battaglia venne vista come una vittoria decisiva per gli olandesi. Gli equipaggi ricevettero undici barili di birra e Joos de Moor, Pieterssen e Van Gorcum hanno ricevuto una catena d'oro da parte degli Stati Generali olandesi. La battaglia divenne oggetto di due famosi dipinti, uno attribuito a Cornelis Vroom e il secondo di Andries Eertveld.
Questa battaglia fu l'unica battaglia navale durante la guerra degli ottant'anni dove entrambe le fazioni in lotta utilizzarono delle galee. Nel 1604 Sluis venne catturata dalle truppe olandesi e le galee persero rapidamente importanza. Uno sviluppo simile si sarebbe verificato nel Mediterraneo, dove però la galea sarebbe stata utilizzata come nave da guerra ancora per tutto il XVII secolo sino a venire sostituita dalla fregata.